# Дубно (Ленинградская область)
Дубно — деревня в Новоладожском городском поселении Волховского района Ленинградской области.

## История
На карте «Ладожское озеро и Финский залив с прилегающими местами» 1745 года упоминается деревня Дубня.
В 1761—1764 годах в Дубно была построена Покровская церковь.
На карте Санкт-Петербургской губернии Ф. Ф. Шуберта 1834 года это уже село Дубно, состоящее из 75 крестьянских дворов.

ДУБНО — село принадлежит надворному советнику Яковлеву и капитанше Гойтанниковой, число жителей по ревизии: 113 м. п., 93 ж. п. (1838 год)

Село Дубно отмечено на карте профессора С. С. Куторги 1852 года.

ДУБНО — село господина Яковлева, по просёлочной дороге, число дворов — 25, число душ — 84 м. п. (1856 год)

ДУБНО — село владельческое при Ладожском озере, число дворов — 25, число жителей: 52 м. п., 70 ж. п.;
 Часовня православная. Обывательская почтовая станция. (1862 год)

Сборник Центрального статистического комитета описывал его так:

ДУБНО — село бывшее владельческое при канале имп. Петра I, дворов — 33, жителей — 148;
 Церковь православная, 3 лавки, постоялый двор. (1885 год)

Согласно материалам по статистике народного хозяйства Новоладожского уезда 1891 года, одно из имений при селении Дубно принадлежало наследникам генерал-майора Д. Н. Дурново, имение было приобретено до 1868 года; второе имение площадью 2496 десятин принадлежало жене надворного советника О. А. Малиновской, имение было приобретено в 1878 году.
В конце XIX века село административно относилось к Кобонской волости 1-го стана Новоладожского уезда Санкт-Петербургской губернии, в начале XX века — 4-го стана.
Согласно военно-топографической карте Петроградской и Новгородской губерний издания 1915 года близ села Дубно на берегу Ладожского озера стояла церковь.
С 1917 по 1923 год село Дубно входило в состав Кобонской волости Новоладожского уезда.
С 1923 года в составе Дубенского сельсовета Октябрьской волости Волховского уезда.
Согласно данным переписи населения СССР 1926 года в селе Дубно проживали 372 человека — все русские.
С 1927 года в составе Волховского района.
С 1928 года в составе Лиговского сельсовета. В 1928 году население села Дубно также составляло 372 человека.
По данным 1933 года село Дубно входило в состав Лиговского сельсовета Волховского района.

Село Дубно на топографической карте 1940 года

Согласно топографической карте РККА 1940 года село насчитывало 59 дворов. В центре села находилась церковь.
С 1946 года в составе Новоладожского района.
В 1958 году население села Дубно составляло 145 человек.
С 1963 года в составе Волховского района.
По данным 1966 и 1973 годов деревня Дубно входила в состав Лиговского сельсовета.
По данным 1990 года деревня Дубно входила в состав Новоладожского горсовета Волховского района.
В 1997 году в деревне Дубно Новоладожского горсовета проживали 18 человек, в 2002 году — 38 человек (русские — 95 %).
В 2007 году в деревне Дубно Новоладожского ГП — 23.

## География
Деревня расположена в северо-западной части района на автодороге 41К-400 (Новая Ладога — Лигово).
Расстояние до административного центра поселения — 22 км.
Расстояние до ближайшей железнодорожной станции Волховстрой I — 50 км.
Деревня находится близ Ладожского озера между Новоладожским и Староладожским каналами.

## Демография
| 1862 | 2002 | 2007 | 2010 | 2017 |
| ---- | ---- | ---- | ---- | ---- |
| 282  | ↘38  | ↘23  | ↘22  | ↘11  |

### Национальный состав
Согласно данным Всероссийской переписи населения 2021 года в деревне проживали 16 человек, все русские.

## Достопримечательности
- Церковь Покрова Пресвятой Богородицы. Каменная с приделами святителя Николая Чудотворца и Всех Святых возведена в 1761—1764 годах на месте деревянной, сооруженной в XVI веке, в 1764 году перенесённой в Кобону. Храм не действует с 1936 года, в 1938 году официально закрыт. Состояние плохое. Церковь включена в единый государственный реестр объектов культурного наследия[26].

## Фото

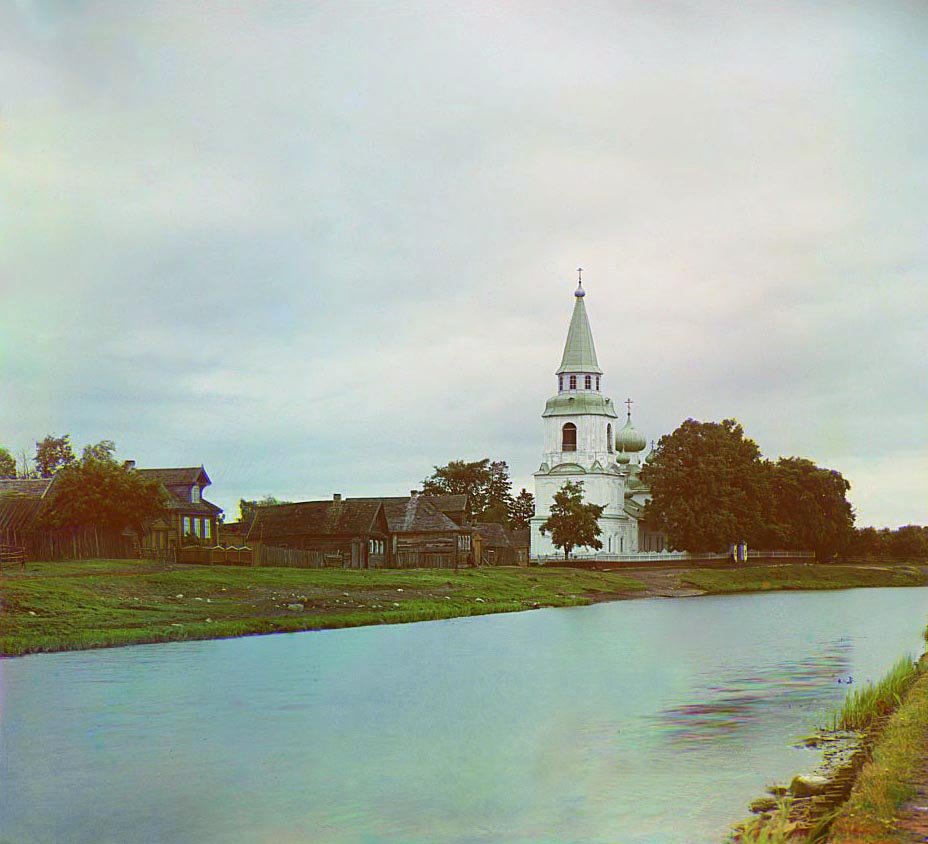
Дубно, Покровская церковь. Вид со Староладожского канала Фотография С. Прокудина-Горского. 1909 год